# Alternator

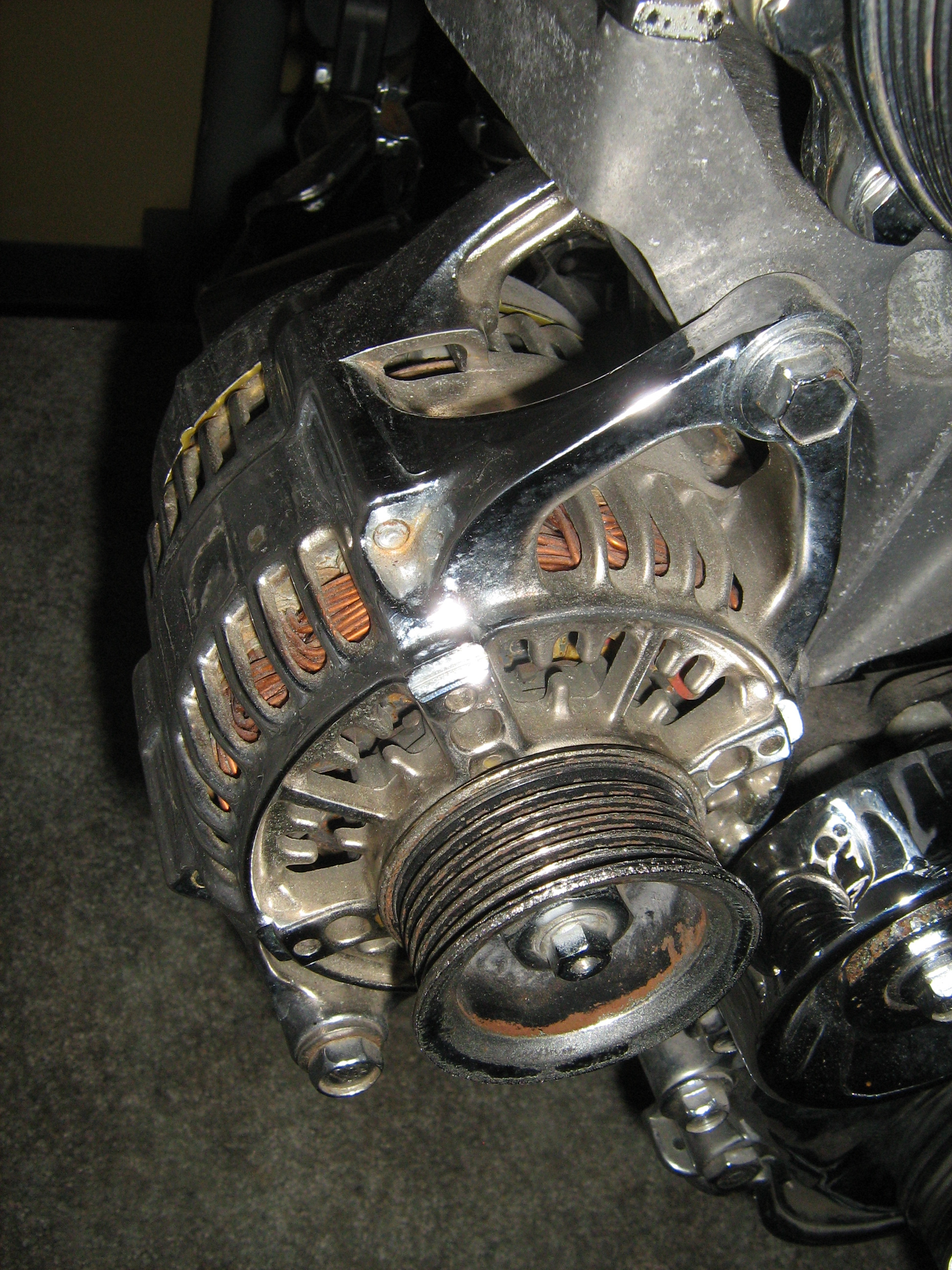
Alternator

Un alternator este un dispozitiv electromecanic care convertește energia mecanică în energie electrică sub formă de curent alternativ.
Cele mai multe alternatoare folosesc un câmp magnetic rotativ, alternatoarele liniare de curent alternativ fiind rar folosite. În principiu orice generator electric de curent alternativ poate fi numit un alternator, dar de obicei cuvântul se referă la mici dispozitive rotative acționate de motoarele automobilelor și alte motoare cu ardere internă.
Alternatoarele din centralele electrice care sunt puse în mișcare de destinderea aburului (într-un ciclu termodinamic) ce antrenează o turbină  cu abur sunt numite turboalternatoare. Acestea produc o tensiune electrică cu valoarea de 6-20 kilovolți.

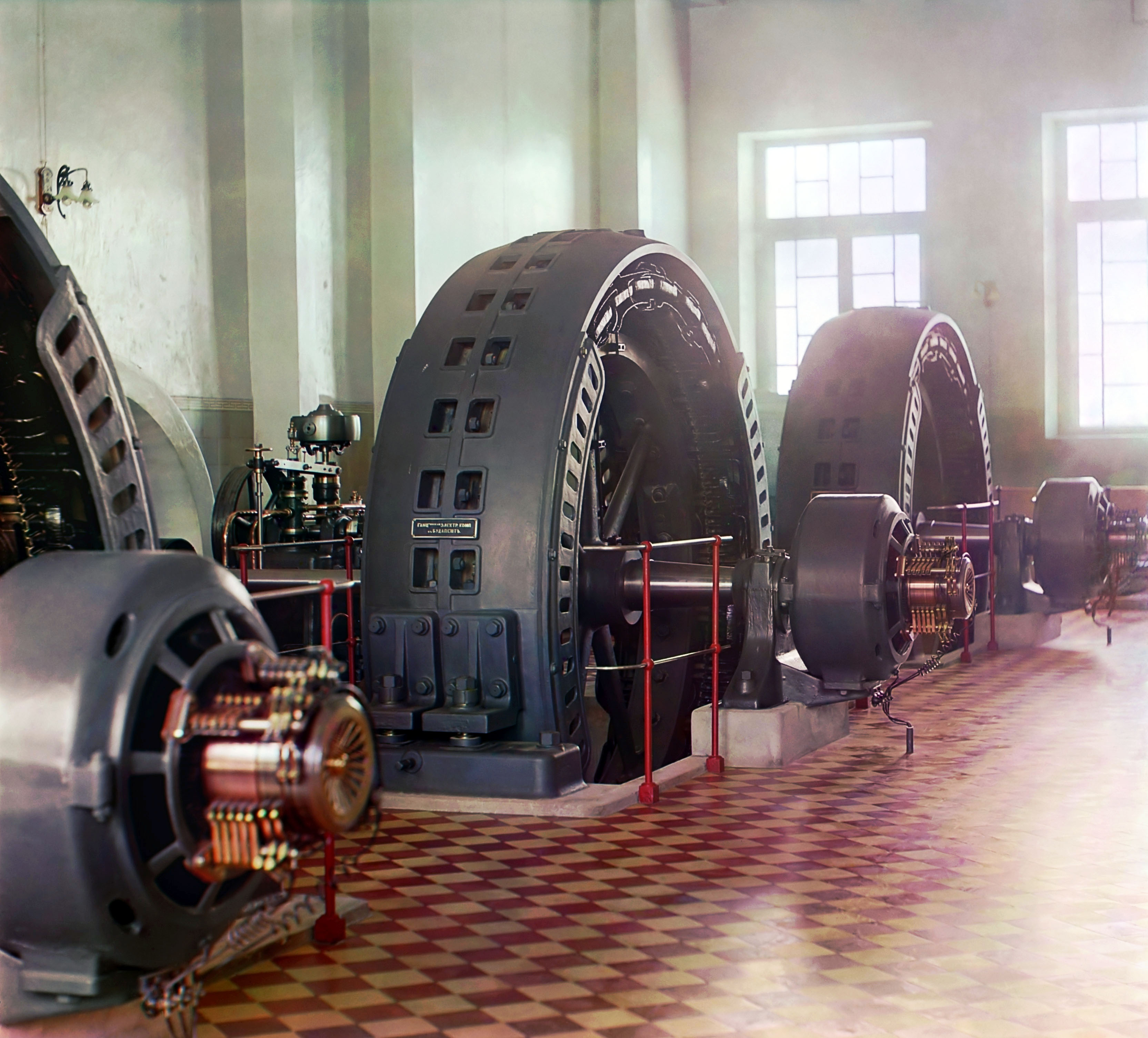
Alternatoare fabricate în 1909 de Ganz în hala de generare a energiei electrice a unei centrale hidroelectrice rusești (fotografie de Prokudin-Gorsky, 1911).

Un alternator cu magneți permanenți este numit magnetou.

## Utilizări specifice

### Alternatoare auto
Automobilele moderne folosesc alternatoare pentru a genera inductiv curent electric necesar încărcării bateriei auto, fiind acționate de motorul cu ardere internă când acesta funcționează. Curentul indus este proporțional (prin legea inducției electromagnetice) cu produsul a trei mărimi: viteza de rotație, inducția magnetică, suprafața spirei rotitoare.
Până în anii 1960 autovehiculele foloseau dinamuri cu colector electric. Apariția redresoarelor bazate pe 
diode a permis utilizarea alternatoarelor. Acestea includ o punte redresoare.
Curentul generat de alternatoarele autoturismelor obișnuite este de 50 - 70 A. La autobuze alternatoarele pot genera 130 A.
Unele modele de autoturisme au pe bord un indicator pentru valoarea curentului extras din baterie pentru monitorizarea funcționării alternatorului și bateriei.